# كيوشي سايتو
كيوشي سايتو (باليابانية: 斉藤 紀由) (11 أكتوبر 1982 في سنداي في اليابان – )؛ هو لاعب كرة قدم ياباني سابق كان يلعب كلاعب وسط.

## وصلات خارجية
- كيوشي سايتو على موقع رابطة كرة القدم اليابانية للمحترفين (اليابانية)
- كيوشي سايتو على موقع قاعدة بيانات كرة القدم.إي يو (الإنجليزية)
- كيوشي سايتو على موقع Soccerway.com (الإنجليزية)